# Józef Mycielski (generał)
Józef Mycielski herbu Dołęga (ur. w 1733 roku w Lesznie, zm. 19 października 1789 roku we Wrocławiu) – generał lejtnant w 1761 roku, dowódca 1. Dywizji Litewskiej,  generał-adiutant Buławy Wielkiej Litewskiej w  1755 roku, wojewoda inowrocławski w latach 1784–1789, starosta koniński w 1756 roku.

## Życiorys
Był synem Macieja i Weroniki Konarzewskiej, starościanki konińskiej (zm. 1762).
Poseł powiatu starodubowskiego na sejm 1754 roku. Poseł województwa kaliskiego na sejm 1761 roku.
7 maja 1764 roku jako poseł województwa poznańskiego podpisał manifest, uznający odbywający się w obecności wojsk rosyjskich sejm konwokacyjny za nielegalny. Jako poseł województwa poznańskiego na sejm elekcyjny 1764 roku był elektorem  Stanisława Augusta Poniatowskiego z województwa poznańskiego. Był deputatem województwa poznańskiego na Trybunał Główny Koronny w Poznaniu w 1765 roku. W 1766 roku był posłem na Sejm Czaplica z województwa poznańskiego, konfederat barski. Był członkiem Komisji Dobrego Porządku w 1783 roku. W 1768 roku wyznaczony ze stanu rycerskiego do Asesorii Koronnej.
W 1776 roku został marszałkiem średzkiego sejmiku przedsejmowego.
W 1785 roku odznaczony Orderem Orła Białego, w 1766 roku został kawalerem Orderu Świętego Stanisława.
Właściciel barokowego pałacu w Pępowie, który znacznie rozbudował.